# Меркато Сарачено
Мерка̀то Сарачѐно (на италиански: Mercato Saraceno, на местен диалект Marchè Sarasèin, Марке Сарасейн) е градче и община в северна Италия, провинция Форли-Чезена, регион Емилия-Романя. Разположено е на 134 m надморска височина. Населението на общината е 6967 души (към 2012 г.).